# Chelle-Debat
Chelle-Debat település Franciaországban, Hautes-Pyrénées megyében. Lakosainak száma 215 fő (2022. január 1.). Chelle-Debat Laméac, Aubarède, Cabanac, Castelvieilh, Jacque, Marseillan, Mun, Osmets és Trouley-Labarthe községekkel határos.

## Népesség
A település népességének változása:
| Lakosok száma | 214  | 213  | 215  | 210  | 208  | 211  | 211  | 210  | 215  |
|               | 2013 | 2015 | 2016 | 2017 | 2018 | 2019 | 2020 | 2021 | 2022 |